# تپه شکر آب شمالی
تپه شکر آب شمالی مربوط به دوره اشکانیان است و در شهرستان مشگین‌شهر، بخش مرادلو، دهستان یافت، روستای مشیران واقع شده و این اثر در تاریخ ۲۶ اسفند ۱۳۸۷ با شمارهٔ ثبت ۲۵۸۱۵ به‌عنوان یکی از آثار ملی ایران به ثبت رسیده است.